# Alberto Salas (voleibolista)
Alberto Salas del Amo (Soria; 13 de septiembre de 1984) es un jugador español de voleibol.
Miembro de la selección española convocada para el preolímpico para las Olimpiadas de China en 2008. Fue preseleccionado por Marcelo Méndez. Ha jugado en el Numancia Ciudad del Medio Ambiente de Soria. Su posición es central, aunque se ha visto obligado a jugar como opuesto debido a las lesiones de Casilla y Dieleman.
Fichó por el C.D. Voleibol Río Duero Soria. En 2021 fichó por el modesto club soriano  Sporting C.V. Santo Domingo, en el cual sigue perfeccionando sus técnicas y maestría junto a otros grandes jugadores y leyendas sorianas
Sus ídolos deportivos son Luigi Mastrangelo (central italiano con más de 200 internacionalidades y numerosos títulos), Rafa Pascual y Juanjo Salvador.

## Clubes
- Selección española juvenil permanente: 2000/01
- Numancia Ciudad del Medio Ambiente de Soria: 2001-2010. 2012-2013
- Unicaja Almería: 2010-2012.
- C.D. Voleibol Río Duero Soria: 2014-2020
- Sporting C.V. Santo Domingo 2021

## Palmarés
- Subcampeón de la Superliga 2003-2004, 2010-2011, 2011-2012
- Subcampeón de Copa del Rey 2006-2007, 2010-1011
- Campeón Copa del Rey (celebrada en Teruel): 2008
- Subcampeón supercopa 2008
- Campeón Supercopa 2010, 2011
- Subcampeón Liga Europea (CEV) 2009, 2010